# The Book of David
The Book of David è l'ottavo album del rapper statunitense DJ Quik, pubblicato il 19 aprile 2011 e distribuito da Mad Science. Interamente prodotto da DJ Quik, vede la collaborazione di 2nd II None, Kurupt, Bizzy Bone, Dwele e Ice Cube.
L'album vende 9.700 copie nella sua prima settimana, entrando al 55º posto nella Billboard 200. Su Metacritic, l'album ottiene un punteggio di 79/100 basato su 8 recensioni.

## Ricezione
| Recensione | Giudizio |
| ---------- | -------- |
| AllMusic   | [ 1 ]    |
| RapReviews | [ 4 ]    |
| Spin       | [ 3 ]    |
| Pitchfork  | [ 5 ]    |

Generalmente ben accolto dai critici, David Jeffries gli assegna quattro stelle su cinque per AllMusic, paragonando l'artista a Dr. Dre e scrivendo che Quik continua a essere apprezzato solamente nella West Coast. Oltre alla «produzione impeccabile», Pete T. di RapReviews elogia in particolare il «lirismo forte» del rapper, scrivendo che si tratta dell'album migliore di Quik da questo punto di vista.

### Performance commerciale
L'album vende 9.700 copie nella sua prima settimana, 4.200 nella seconda e al 17 agosto del 2012 ha venduto 27.000 copie totali negli Stati Uniti.
The Book of David entra in diverse classifiche statunitensi, raggiungendo la top five tra i dischi rap e tra quelli indipendenti.

## Tracce
Musiche di DJ Quik, G-One (traccia 4).
1. Fire and Brimstone – 3:47 (DJ Quik)
2. Do Today (featuring Jon B. & BlaKKazz K.K.) – 4:21 (testo: David Blake, Jonathan Buck, Kelton McDonald)
3. Ghetto Rendezvous – 3:34 (DJ Quik)
4. Luv of My Life (featuring Gift Reynolds) – 4:08 (DJ Quik, G-One)
5. Babylon (featuring BlaKKazz K.K. & Bizzy Bone) – 3:38 (testo: Blake, Bryon Anthony McCane, Jr., McDonald)
6. Killer Dope – 4:50 (DJ Quik)
7. Real Women (featuring Jon B.) – 4:03 (testo: Blake, Angela Bofill, Buck)
8. Poppin' (featuring BlaKKazz K.K.) – 3:40 (testo: Blake, McDonald)
9. Hydromatic (featuring Gift Reynolds & Jon B.) – 2:57 (testo: Blake, Buck, Jim Jacobs)
10. Across The Map (featuring Bizzy Bone & Bun B) – 2:58 (testo: Blake, Bernard Freeman, McCane)
11. Nobody (featuring Suga Free) – 3:37 (testo: Blake, Dejuan Walker)
12. Boogie Till You Conk Out (featuring Ice Cube) – 3:07 (testo: Blake, O'Shea Jackson)
13. Flow for Sale (featuring Kurupt) – 2:54 (testo: Blake, Ricardo Brown)
14. So Compton (featuring BlaKKazz K.K.) – 3:39 (testo: Blake, McDonald)
15. Time Stands Still (featuring Dwele) – 4:29 (testo: Blake, Andwele Gardner)
16. The End? (featuring Garry Shider) – 5:19 (testo: Blake, Garry Shider)

Durata totale: 61:01

## Classifiche
| Classifica (2011)         | Posizione massima |
| ------------------------- | ----------------- |
| Stati Uniti               | 55                |
| US Independent Albums     | 4                 |
| US Tastemaker Albums      | 7                 |
| US Top Rap Albums         | 5                 |
| US Top R&B/Hip-Hop Albums | 12                |